# Ballybrophy
Ballybrophy (irl. Baile Uí Bhróithe, co znaczy ziemie Brophy) – wieś i stacja kolejowa w hrabstwie Laois w Irlandii. Liczba ludności: 200 (2011).
Stację kolejową w Ballybrophy na linii Dublin – Limerick otwarto 1 września 1847 roku.